# 오구라 신페이

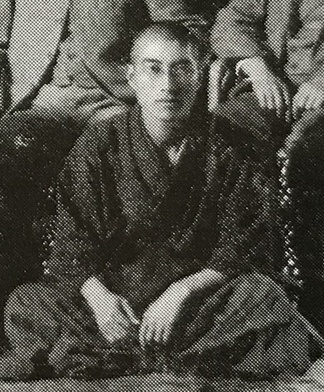

오구라 신페이(일본어: 小倉進平, 1882년 6월 4일 ~ 1944년 2월 8일)는 일본의 언어학자이다. 일본어와 한국어를 연구하여 많은 업적을 남겼다.

## 경력
1903년에 도쿄 제국대학에 입학해 언어학을 전공했으며, 1906년에 졸업 논문 〈헤이안 조의 음운〉(平安朝の音韻)을 썼다. 이후 우에다 가즈토시의 국어학 연구실에서 조수로 있다가 1911년에 조선총독부에서 근무했다. 1924년부터 1926년까지 유럽과 미국에 유학한 후, 1926년에 경성제국대학 교수로, 1933년부터 1943년까지는 도쿄 제국대학 언어학과 주임교수로 있었다. 1920년에 《조선어학사》(朝鮮語学史)를, 1944년에 《조선어 방언의 연구 (상·하)》(朝鮮語方言の研究)를 출간했다. 1935년에 〈향가 및 이두의 연구〉(郷歌及び吏読の研究)로 제국학술원 은사상을 받았으며, 1943년에는 조선총독부로부터 조선문화공로상을 받았다.

### 한국어 방언연구
그가 1944년 《조선어 방언의 연구 (상·하)》(朝鮮語方言の研究)를 출간함으로싸 분류한 조선어 방언 즉, 한국어의 방언분류는 전라도, 경상도, 함경도, 평안도, 중부지방(경기도 방언 포함)으로 방언을 나누고, 같은 경상도 방언이라고 해도 영남방언과 동남방언으로 나누는 것이 특징이다. 같은 한국어라도 지방방언마다 고유의 음운(말소리의 체계)과 문법이 있음을 실제 방언을 채록함으로써 실증한 것이다. 지금도 국어학을 공부할 때에 오구라 신페이가 연구한 한국어 방언분류를 공부할 정도로 짜임새가 있는 이론이다.

## 참고 자료
- 고노 로쿠로(河野六郎), 《고 오구라 신페이 박사》(故小倉進平博士).